# Jackson Peak
Jackson Peak är en bergstopp i Antarktis. Den ligger i Västantarktis. Argentina, Chile och Storbritannien gör anspråk på området. Toppen på Jackson Peak är 1 255 meter över havet.
Terrängen runt Jackson Peak är platt söderut, men norrut är den kuperad. Jackson Peak är den högsta punkten i trakten. Trakten är obefolkad. Det finns inga samhällen i närheten.